# Donacia cinerea
Donacia cinerea is een keversoort uit de familie bladkevers (Chrysomelidae). De wetenschappelijke naam van de soort werd in 1784 gepubliceerd door Johann Friedrich Wilhelm Herbst.

## Kenmerken
De volwassen exemplaren zijn 7-12 mm lang. De kleur is koperrood, zelden bronsachtig groen. Het hele lichaam is bedekt met zilvergrijze haartjes. Het derde antenne-segment is slechts 1,5 keer langer dan het tweede. De puntgroeven op de dekschilden zijn zeer fijn.

## Ecologie
Kevers voeden zich met plantenbladeren (egelskop, lisdodde, riet en zegge) die boven het water hangen. De kevers knagen aan het blad. Ze kunnen zich zowel aan de voor- als aan de achterkant van het blad voeden. De larven ontwikkelen zich op de wortels van de lisdodde.